# Distintivo de Assalto Terrestre da Luftwaffe
O Distintivo de Assalto Terrestre da Luftwaffe (em alemão: Erdkampfabzeichen der Luftwaffe) foi um distintivo militar da Luftwaffe durante a Segunda Guerra Mundial. Era atribuída a militares que desempenhavam missões terrestres com sucesso. Foi instituída no dia 31 de Março de 1942 pelo comandante-em-chefe da Luftwaffe Hermann Göring.